# St. Laurentius (Thalfingen)

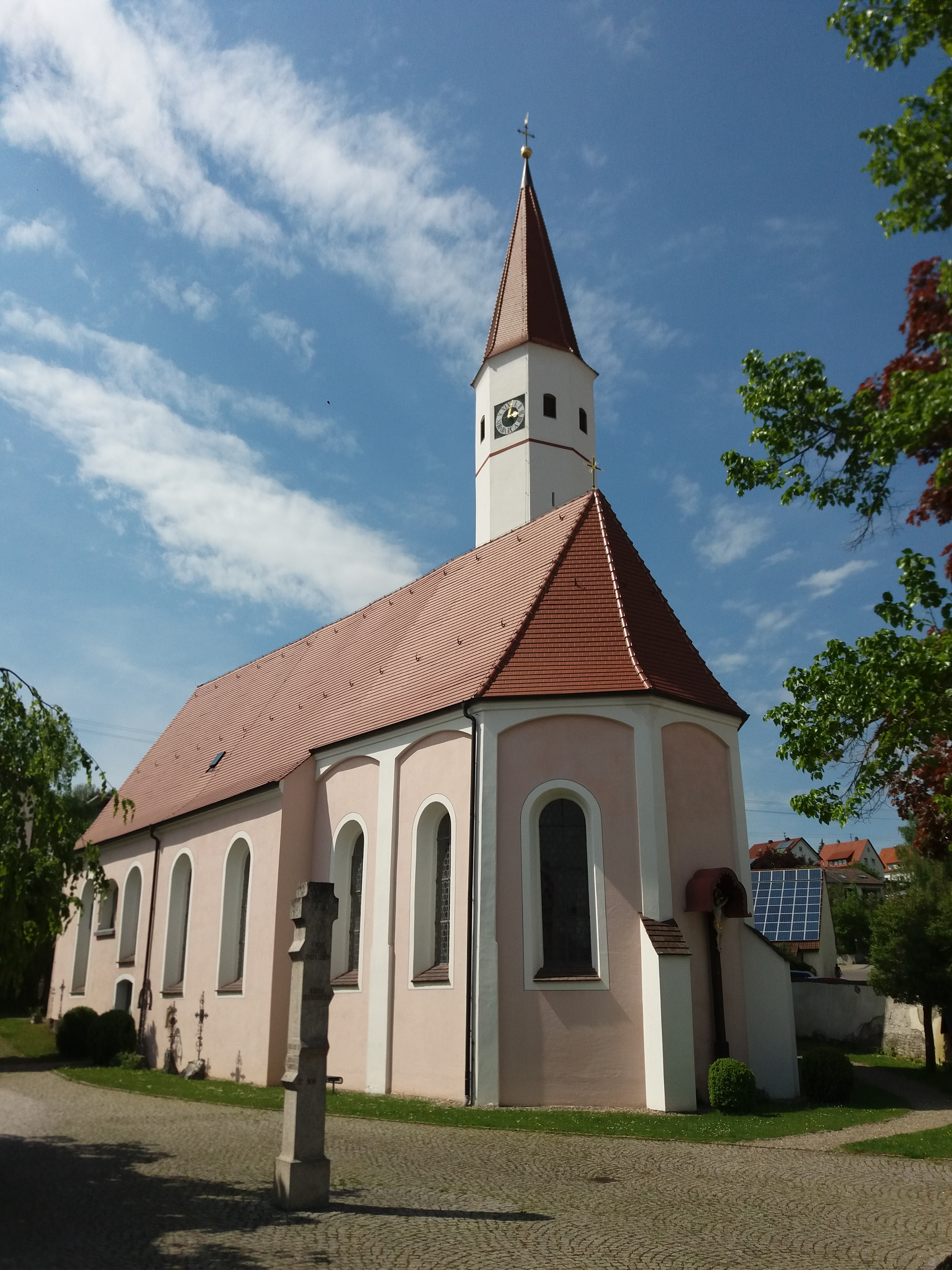
St. Laurentius in Thalfingen

Die römisch-katholische Pfarrkirche St. Laurentius steht in Thalfingen, einem Gemeindeteil von Elchingen im bayerisch-schwäbischen Landkreis Neu-Ulm von Bayern. Das Bauwerk ist in der Liste der Baudenkmäler in Elchingen als Baudenkmal unter der Nr. D-7-75-139-22 eingetragen.

## Beschreibung
Die spätgotische Saalkirche war 1633 niedergebrannt. Sie wurde 1648/49 unter Verwendung der Umfassungsmauern wiedererrichtet. Sie besteht aus einem Langhaus, einem eingezogenen, dreiseitig geschlossenen Chor im Osten und einem Kirchturm auf quadratischem Grundriss im östlichen Teil der Nordwand des Langhauses, der 1753 mit achteckigen Geschossen aufgestockt und mit einem spitzen Helm bedeckt wurde. 
Der Innenraum des Langhauses ist mit einer Flachdecke überspannt, der des Chors mit einem Muldengewölbe. 1751–1753 wurde der Innenraum unter dem Abt Amandus Schindele des Klosters Elchingen umgestaltet. Die Kanzel wurde 1722 aufgestellt, an ihrer Brüstung befindet sich ein Gemälde von Joseph Wannenmacher über die Bergpredigt. Der Kreuzweg wurde 1809 von Konrad Huber gestaltet. Die Orgel kam nach der Säkularisation des Klosters Fultenbach 1811 nach Thalfing. Sie wurde 1907 als Opus 197 von Willibald Siemann restauriert.